# Compuestos saturados e insaturados
| Compuestos insaturados | Compuestos insaturados |
| ---------------------- | ---------------------- |
| Eteno o Etileno        | Etino o Acetileno      |
|                        |                        |
| Ácido linolénico       |                        |
|                        |                        |
| Triglicérido (Grasa)   |                        |
|                        |                        |

En química orgánica, un compuesto saturado es un compuesto químico que tiene una cadena de átomos de carbono unidos entre sí por enlaces simples y tiene átomos de hidrógeno ocupando las valencias libres de los otros átomos de carbono. Los alcanos son un ejemplo de compuestos saturados. 
Un compuesto no saturado o un compuesto insaturado es un compuesto químico que contiene enlaces carbono-carbono dobles o triples, como los que se encuentran en los alquenos o alquinos, respectivamente. Precisamente, el número de enlaces dobles y triples de un compuesto nos indica su grado de insaturación.

## Grasas saturadas e insaturadas
Los compuestos saturados y mal 
saturados pueden contener también otros grupos funcionales, y no tienen por qué consistir sólo en una cadena de átomos de carbono rodeada de átomos de hidrógeno. Es en este sentido que los ácidos grasos se pueden sencillos, o no. El grado de saturación de un ácido graso (o de una grasa derivada de ellos) se puede determinar mediante su índice de yodo.
En una cadena de átomos de carbono, como la de un ácido graso, un enlace doble o triple provocará un estrechamiento en la cadena y un cambio en los ángulos. Estos pliegues tienen implicaciones macroestructurales y por ello poseerán diferentes propiedades. 
Las grasas no saturadas tienden a ser líquidas a temperatura ambiente, en lugar de sólidos, debido a las torceduras en la forma de la cadena. Esas torceduras evitan que las moléculas se empaqueten estrechamente entre sí para formar un sólido. Las grasas insaturadas se denominan aceites y están presentes en los peces y en las semillas de algunas plantas (girasol, olivo). m

## Isomería cis-trans en compuestos insaturados con doble enlace
En los hidrocarburos insaturados con doble enlace entre dos átomos de carbono, este impide la rotación de los átomos alrededor del mismo, por lo que los sustituyentes quedan bloqueados en formaciones estructurales fijas, dando lugar al fenómeno de la isomería cis-trans. Cuando los sustituyentes más voluminosos unidos a los carbonos del doble enlace ocupan posiciones similares en cada uno de los dos carbonos, tenemos el isómero que se conocen como "cis"; y cuando están en lados opuestos, se llama isómero o forma "trans". Estas dos formas de los compuestos insaturados con doble enlace se denominan isómeros cis-trans.
La mayoría de los hidrocarburos naturales existen en la forma cis, pero los hidrocarburos fabricados artificialmente son de la forma trans. El cuerpo humano carece de las enzimas apropiadas para descomponer apropiadamente la configuración trans y esta es la razón por la que las grasas tipo trans son vistas como peligrosas e insanas, ya que tienden a acumularse.

## Ejemplos de compuestos
| Fórmula molecular | Fórmula semidesarrollada | SIMPLES                    | Nombre            |
| ----------------- | ------------------------ | -------------------------- | ----------------- |
| C2H4              | CH2=CH2                  | C=C                        | Etileno           |
| C2H2              | CH≡CH                    | C#C                        | Etino (Acetileno) |
| C3H4O             | CH2=CH–CHO               | C=CC=O                     | Acroleína         |
| C3H5NO            | CH2=CH–CO(NH2)           | NC(=O)C=C                  | acrilamida        |
| C3H3N             | CH2=CH-C≡N               | C=CC#N                     | acrilonitrilo     |
| C4H6O2            | CH3-COO-CH=CH2           | C=COC(C)=O                 | Acetato de vinilo |
| C8H8              | C6H5–CH=CH2              | C=CC1=CC=CC=C1             | Estireno          |
| C4H6              | CH2=CH-CH=CH2            | C=CC=C                     | Butadieno         |
| C5H8              | CH2=CH-C(CH3)=CH2        | C=C(C)C=C o bien CC(=C)C=C | Isopreno          |
| C10H12O           | CH3-O-C6H4-CH=CH-CH3     | CC=CC1=CC=C(OC)C=C1        | Anetol            |
| C9H8O             | C6H5-CH=CHCHO            |                            | Aldehído cinámico |
| C9H8O2            | C6H5-CH=CH-COOH          |                            | Ácido cinámico    |
| C4H4O4            | HOOC-CH=CH-COOH          | OC(=O)/C=C\C(O)(=O)        | Ácido maleico     |
| C14H12            | C6H5CH=CHC6H5            | c1(/C=C/c2ccccc2)ccccc1    | Estilbeno         |